# Bovenste Hridayam

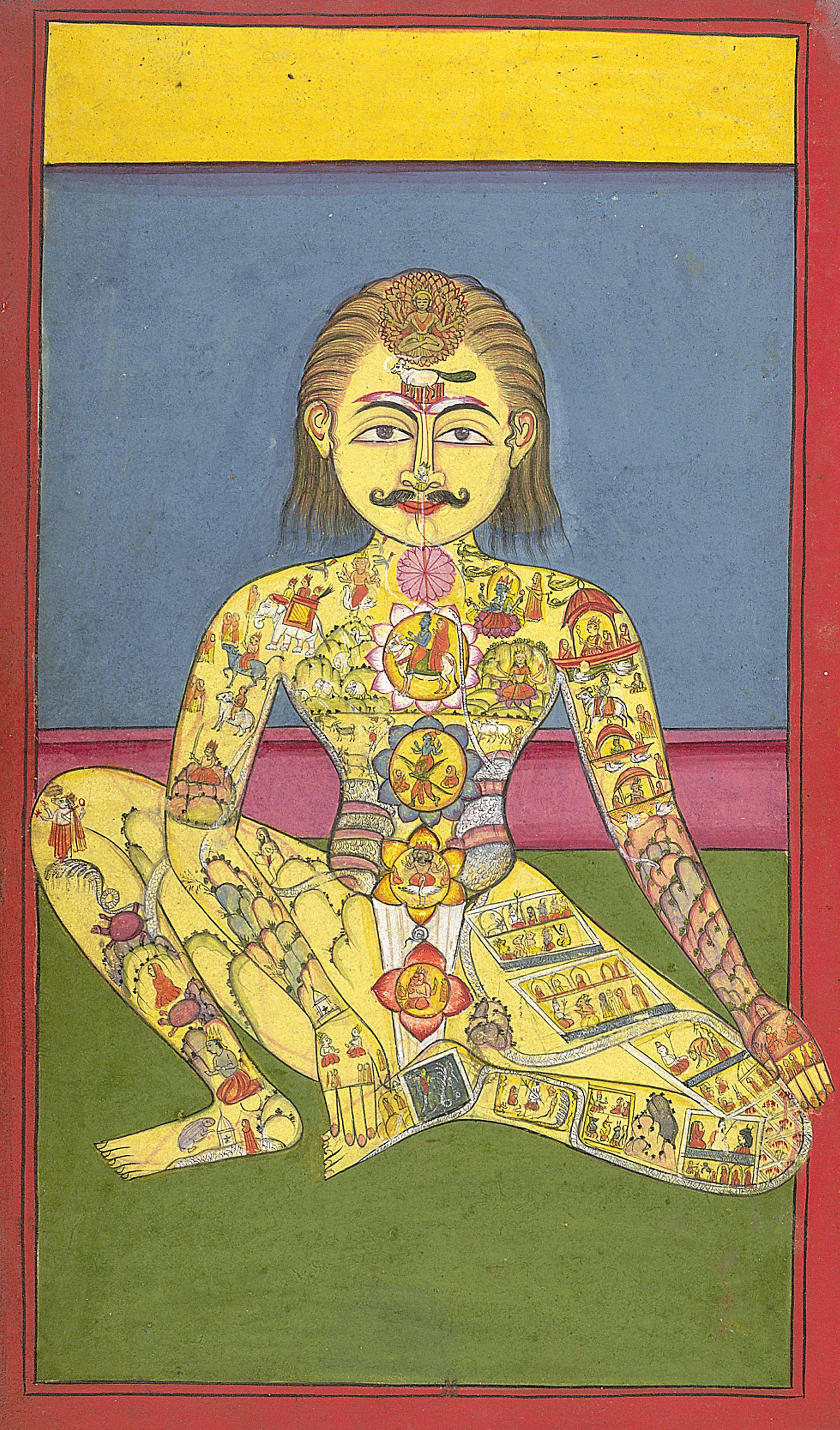
oude Tibetaanse kaart met de 7 Chakra's en de belangrijkste marmapunten

Bovenste Hridayam (Bovenste Hridayam-punt) is een marmapunt gelegen op de romp. Marmapunten worden in Oosterse filosofieën gebruikt bij massage, yoga, reflexologie en reiki. Men gelooft dat een marmapunt op een nadi ligt en zo een uitwerking kan hebben op een bepaald lichaamsdeel, proces of emotie
Bovenste Hridayam is gelegen op het midden van de borst op de lijn die de oksels verbindt. Dit punt heeft invloed op het Anahata (vierde chakra) en de zwezerik.

## Overige marmapunten
Naar schatting zijn er 62.000 marmapunten in het lichaam. De belangrijkste 52 zijn: